# Pałuki
Pałuki, ziemia pałucka (łac. Paluka, Terra Palukacensis) – region etnograficzny w Polsce, położony w północno-wschodniej części Wielkopolski, nad południowym i zachodnim brzegiem Noteci.
Pałuki są utożsamiane z powiatem kcyńskim z czasów I Rzeczypospolitej, który wchodził w skład województwa kaliskiego.

## Nazwa
Termin Pałuki wywodzi się prawdopodobnie od wyrazu łuk, łęk, łęg, oznaczającego trawiastą nizinę pomiędzy gruntami ornymi, lub od łukowatego kształtu niewielkich, ale wszechobecnych w tym rejonie wzniesień. Nazwa regionu pojawia się w zapiskach historycznych 23 listopada 1335 roku, gdzie występuje w formie Palukacensi. Przez cały wiek XIV sama nazwa przybiera rozmaite formy. Od długiej, analogicznej do tej odnotowanej po raz pierwszy (Palukacensi, Palucensi, Palucacensi) do tych krótkich, występujących znacznie częściej – Paluky, Paluki, Paluke, Paluka, Paluca – pojawiających się przy określeniach rodowych konkretnych osób.
Od nazwy ziemi pochodzi również nazwa rodu szlacheckiego Pałuków.

## Terytorium
Region utożsamiany jest z przedrozbiorowym powiatem kcyńskim (częścią województwa kaliskiego, a od 1768 roku gnieźnieńskiego). Pałuki na północy graniczą z Krajną, a na wschodzie z Kujawami. Obie te krainy historyczne oddziela rzeka Noteć. Na południu region sąsiaduje z ziemią kaliską, którą oddziela Jezioro Chomiąskie, Jezioro Gąsawskie oraz rzeka Wełna począwszy od Jeziora Rogowskiego, zaś na zachodzie z ziemią poznańską, które oddziela (w przybliżeniu) rzeki: Rudka, Tyśmienica (Dymnica) oraz Margoninka.

## Historia
Na obszarze, który później wyodrębnił się pod nazwą Pałuki, istniały w czasach przedpaństwowych grody obronne, spośród których najbardziej znane są w Łeknie i Biskupinie. W czasach panowania Bolesława Chrobrego głównym grodem na tym obszarze było Łekno, w którym powstał jeden z najstarszych kościołów w Wielkopolsce (rotunda). Najdawniejsze informacje dotyczące ludności zamieszkującej obszar Pałuk, zawarte zostały w Bulli gnieźnieńskiej z 1136. W 1227 w Gąsawie miał miejsce słynny zjazd książąt polskich, na którym zamordowano ostatniego seniora, Leszka Białego. W tym też czasie lokowano Kcynię oraz Żnin, które stały się kasztelaniami. W 1314 Pałuki znalazły się w granicach odrodzonego po rozbiciu dzielnicowym Królestwa Polskiego, w województwie kaliskim. Za Kazimierza Wielkiego rozwijały się prężnie i zyskiwały mieszkańców – prawa miejskie uzyskały wtedy Gołańcz, Szubin i Wenecja.
U schyłku panowania w Polsce dynastii Piastów Pałuki były terenem wojny domowej rodów rycerskich dążących do obsadzenia tronu według własnej koncepcji. Konflikt polityczny i kryzys korony zażegnany został m.in. przez Sędziwoja Pałukę, regenta Ludwika Węgierskiego, jedną z najbardziej wyrazistych osobowości ówczesnej polityki. Sędziwój Pałuka, jako stronnik Andegawenów, w znacznej mierze przyczynił się do przejęcia tronu przez Jadwigę.
Pałuki przez blisko pięć wieków znajdowały się w granicach województwa kaliskiego. Wychowali się na nich w tym czasie m.in. poeta Klemens Janicki oraz tłumacz Biblii Jakub Wujek. Podczas potopu szwedzkiego bardzo dotkliwie ucierpiały. W 1768 znalazły się w wydzielonym z województwa kaliskiego województwie gnieźnieńskim, lecz już po 4 latach zostały podzielone między Rzeczpospolitą a Prusy. W 1793 znalazły się już w całości pod zaborem pruskim. W 1794 zagościły na nich wojska Jana Henryka Dąbrowskiego podczas powstania kościuszkowskiego.
W 1807 roku Pałuki znalazły się w Księstwie Warszawskim, a w 1815 w Wielkim Księstwie Poznańskim (od 1848 w Prowincji Poznańskiej). Pochodzili stąd m.in. naukowcy bracia Śniadeccy. Objęła je Wiosna Ludów, kolonizacja niemiecka, strajki szkolne 1905–1906 oraz powstanie wielkopolskie, które szczególnie dało się we znaki Pałuczanom, lecz jednocześnie dzięki któremu powrócili na łono ojczyzny. W latach międzywojennych należały do województwa poznańskiego, a dzieliły się na powiaty: szubiński, wągrowiecki i żniński. Od 1939 do 1945 pozostawały pod okupacją niemiecką, a później znów w granicach Polski, podzielone między różne województwa. Na największe ośrodki miejskie wyrosły w XX w. Wągrowiec na zachodzie oraz Żnin na wschodzie.

## Warunki naturalne

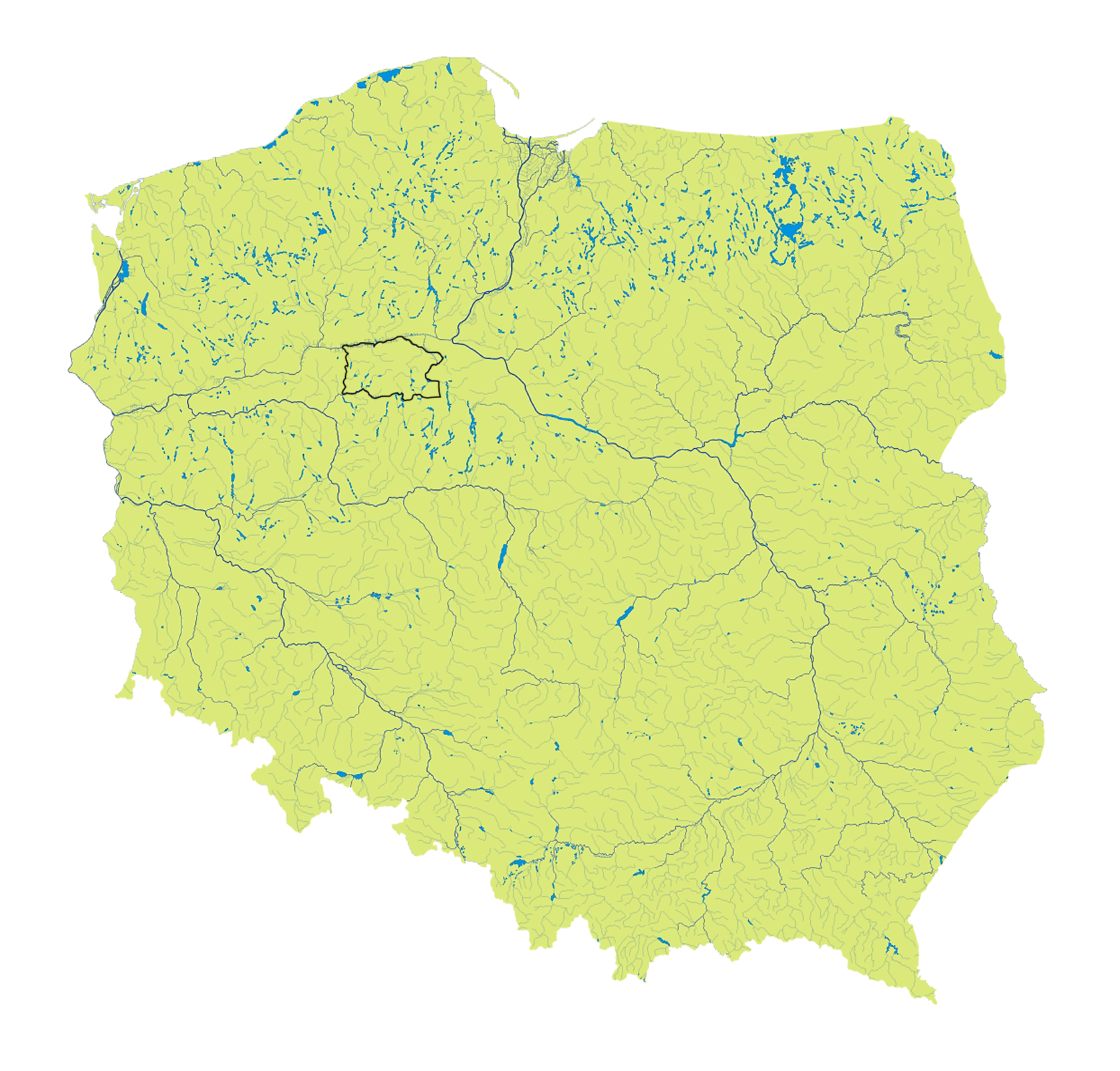
Pałuki na mapie hydrograficznej Polski

Według regionalizacji fizyczno-geograficznej Polski region położony jest w większości na Pojezierzu Chodzieskim. Część północna Pałuk znajduje się w Dolinie Środkowej Noteci, wschodnia na Pojezierzu Żnińsko-Mogileńskim, natomiast południowe krańce regionu znajdują się na Pojezierzu Gnieźnieńskim. Na polodowcowym terenie Pałuk znajduje się, według różnych źródeł, od około 100 do 130 jezior.
Temperatury roczne wynoszą 8–8,5 °C, a opady należą do najniższych w Polsce, oscylując wokół 500 mm.
Największymi rzekami, poza granicznymi, są Gąsawka i Nielba. Całe Pałuki znajdują się w dorzeczu Odry, z czego około połowa regionu znajduje się w dorzeczu Noteci, a reszta – Wełny (prawych dopływów Warty). Często przytaczanym, lecz błędnym przykładem bifurkacji jest skrzyżowanie Nielby i Wełny w Wągrowcu, które powstało w wyniku prac melioracyjnych prowadzonych przez cystersów w dolinie Wełny (XV–XVI w.).
Najniżej położonym miejscem jest ujście Margoninki do Noteci (47,7 m n.p.m.), a najwyższym wzniesieniem szczyt Chełmianki na północ od Kcyni (161 m n.p.m.). Przeciętna wysokość wynosi ok. 100 m n.p.m. Występujące tutaj gleby brunatne wykazują się najczęściej dobrą przydatnością rolniczą, wobec czego przeważają na nich grunty orne, zdecydowanie najsilniej zalesione są rubieże tej krainy.

## Miasta
| Lp. | Miasto                | Populacja | Powierzchnia | Województwo        |
| --- | --------------------- | --------- | ------------ | ------------------ |
| 1.  | Wągrowiec             | 25 648    | 17,83 km²    | wielkopolskie      |
| 2.  | Żnin                  | 13 793    | 8,35 km²     | kujawsko-pomorskie |
| 3.  | Szubin                | 9545      | 7,65 km²     | kujawsko-pomorskie |
| 4.  | Barcin                | 7381      | 3,70 km²     | kujawsko-pomorskie |
| 5.  | Kcynia                | 4617      | 6,84 km²     | kujawsko-pomorskie |
| 6.  | Łabiszyn              | 4469      | 2,89 km²     | kujawsko-pomorskie |
| 7.  | Szamocin              | 4305      | 4,67 km²     | wielkopolskie      |
| 8.  | Janowiec Wielkopolski | 3935      | 3,04 km²     | kujawsko-pomorskie |
| 9.  | Gołańcz               | 3360      | 12,64 km²    | wielkopolskie      |
| 10. | Margonin              | 3022      | 5,15 km²     | wielkopolskie      |
| 11. | Gąsawa                | 1406      | 6,93 km²     | kujawsko-pomorskie |

### Miasta zdegradowane
Do dawnych miast Pałuk należą:
| Lp. | Dawne miasto | Populacja | Prawa miejskie | Degradacja | Województwo        |
| --- | ------------ | --------- | -------------- | ---------- | ------------------ |
| 1.  | Rogowo       | 2254      | 1672 r.        | 1934 r.    | kujawsko-pomorskie |
| 2.  | Rynarzewo    | 1479      | 1299 r.        | 1934 r.    | kujawsko-pomorskie |
| 3.  | Łekno        | 630       | ok. 1370 r.    | 1888 r.    | wielkopolskie      |
| 4.  | Smogulec     | 500       | 1335 r.        | XVII w.    | wielkopolskie      |
| 5.  | Stępuchowo   | 340       | 1458 r.        | 1523 r.    | wielkopolskie      |
| 6.  | Wenecja      | 333       | 1392 r.        | 1400 r.    | kujawsko-pomorskie |
| 7.  | Srebrna Góra | 330       | przed 1458     | przed 1577 | wielkopolskie      |
| 8.  | Żerniki      | 301       | 1298 r.        | 1849 r.    | kujawsko-pomorskie |

## Stolica
Pałuki nigdy nie były odrębną prowincją administracji państwowej, dlatego nigdy w historii nie istniała uzasadniona potrzeba określania stolicy tej ziemi. O randze miast w regionie decydował zmieniający się podział administracyjny państwa, wpływy obywateli miast lub też po prostu wielkość tychże miast.
Pomimo braku podstaw historycznych zdarzają się jednak próby wskazania głównego miasta Pałuk. Największe aspiracje do tego miana przejawiają trzy miasta:
- Kcynia – jedno z najmniejszych miast polskich, ale należące do najstarszych na Pałukach (prawa miejskie w 1262 roku), w średniowieczu ważny ośrodek kulturowy, religijny i polityczny, siedziba powiatu w województwie kaliskim (1314–1768), a następnie do czasu rozbiorów (1793) gnieźnieńskim. Powiat ten w znacznej mierze pokrywał się z etnicznym regionem Pałuk[13][4].
- Szubin – w stosunku do pozostałych miast pałuckich dość młode, jednak od czasów swego charyzmatycznego założyciela – Sędziwoja nabierające znaczenia w I Rzeczypospolitej. Wraz z okolicznymi wioskami główne gniazdo rodowe Pałuków, którzy są ściśle utożsamiani ze swoją rodzinną ziemią. Od czasów zaborów (1818) do 1975 siedziba powiatu, który obejmuje Pałuki. Od 1835 jest siedzibą sądu. Arena walk w czasie powstania wielkopolskiego (1918)[14][4].
- Żnin – choć miasto to leży na Pałukach, nie było ściśle związane z rodem Pałuków, lecz pozostawało pod wpływem biskupów gnieźnieńskich – od czasów Bulli gnieźnieńskiej do I rozbioru Polski w 1772. Obecnie jest jednym z największych miast regionu, a od 1999 jest siedzibą powiatu, który obejmuje znaczne tereny Pałuk. Dodatkowymi atutami Żnina są wielorakie atrakcje turystyczne znajdujące się w okolicznych miejscowościach. W Żninie wydawane jest czasopismo Pałuki, które integruje lokalną społeczność i powoduje, że miasto bywa współcześnie uznawane za nieformalną stolicę Pałuk[14][4][1].